# Miłosz Bernatajtys

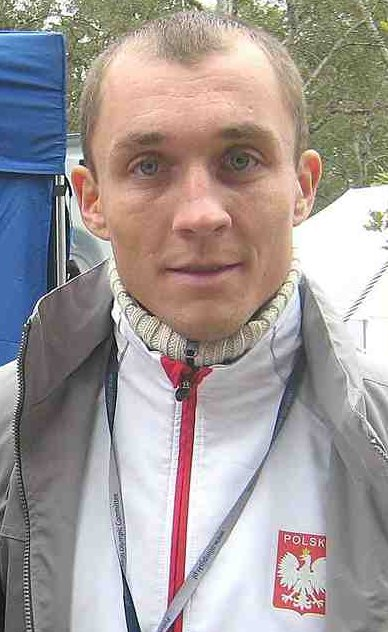
Miłosz Bernatajtys (2008)

Miłosz Bernatajtys (* 30. Mai 1982 in Słupsk) ist ein ehemaliger polnischer Ruderer, der 2008 eine olympische Silbermedaille gewann.

## Sportliche Karriere
Miłosz Bernatajtys gewann bei den U23-Weltmeisterschaften 2003 die Bronzemedaille im Leichtgewichts-Doppelzweier, im Jahr darauf siegte er im Leichtgewichts-Doppelvierer. Ab 2005 ruderte Bernatajtys im polnischen Leichtgewichts-Vierer ohne Steuermann. Bei den Weltmeisterschaften 2005 in Gifu erreichte das Boot den A-Endlauf und kam auf den sechsten Platz. 2006 erruderte Bernatajtys mit dem Vierer den achten Platz bei den Weltmeisterschaften in Eton. Dieselbe Platzierung erreichte der Vierer bei den Weltmeisterschaften 2007 in München. Im Ruder-Weltcup belegte der polnische Leichtgewichts-Vierer 2008 in der letzten Regatta den achten Platz. Bei den Olympischen Spielen in Peking erreichten Łukasz Pawłowski, Bartłomiej Pawełczak, Miłosz Bernatajtys und Paweł Rańda das A-Finale und gewannen mit anderthalb Sekunden Rückstand auf das dänische Boot die Silbermedaille. Mit 0,7 Sekunden Rückstand auf die Polen erhielten die Kanadier Bronze.
2009 wechselte Łukasz Siemion für Pawełczak in den Vierer. Bei den in Posen ausgetragenen Weltmeisterschaften 2009 siegte der deutsche Vierer vor den Dänen, dahinter erruderte die polnische Crew die Bronzemedaille. 2010 gewannen Pawłowski, Siemion, Bernatajtys und Rańda hinter den Deutschen die Silbermedaille bei den Europameisterschaften. 2011 belegte die Crew den siebten Platz bei den Weltmeisterschaften. Im Jahr darauf verpasste der polnische Vierer in der gleichen Besetzung den Einzug ins Halbfinale bei den Olympischen Spielen in London und belegte den 13. und letzten Platz. Nach drei Jahren Pause kehrte Bernatajtys 2015 in den Vierer zurück, konnte sich aber mit dem Boot nicht noch einmal für die Olympischen Spiele qualifizieren.
Der 1,83 m große Miłosz Bernatajtys ruderte für den Verein Bydgostia Bydgoszcz.